# Rhinau
Rhinau é uma comuna francesa na região administrativa de Grande Leste, no departamento Baixo Reno. Estende-se por uma área de 17,32 km². Em 2010 a comuna tinha 2 712 habitantes (densidade: 156,6 hab./km²).